# Woldemar von Glasenapp

Wappen der Familie von Glasenapp

Woldemar Reinhold von Glasenapp (russisch Волдемар Александрович Глазенап; * 26. Juni 1812 in Walk (estnisch Valga); † 18. Juli 1895 in Dorpat) war Vizeadmiral der kaiserlich russischen Flotte, General der Armee, Kriegsgouverneur und Zolldirektor von Archangelsk, sowie Wirklicher Staatsrat. Er war der Bruder von Gottlieb Friedrich Alexandrowitsch von Glasenapp.

## Leben und militärischer Werdegang
Am 27. Februar 1826 wurde er zum Fähnrich befördert und in diesem Rang nahm er in den Jahren 1826–1829 unter dem Kommando des Kapitäns M.N. Stanjukowitsch auf der Schaluppe „Möller“, an der Weltreise nach Kamtschatka teil, bei der das Kure-Atoll entdeckt wurde.
In den Jahren 1830–1832 segelte er mit den Schiffen "Kaiser Alexander I." und "Brienne" über den Finnischen Meerbusen und die Ostsee und wurde am 25. Juli 1831 zum Leutnant befördert.
Am 5. April 1838 wurde von Glasenapp zum Oberleutnant befördert und segelte im selben Jahr als Kommandeur nach Swinemünde, von wo aus er Zar Nikolaus I. nach Stockholm eskortierte.
Glasenapp war 1841 Kapitänleutnant und 1842 Konteradmiral à la suite in Kronstadt. In den Jahren 1850–1851 befehligte er die erste russische Schraubenfregatte "Archimedes", die unter der Leitung von Ivan Afosasevich Amosov gebaut wurde und auf der er an die Küste Dänemarks und Schwedens segelte. Im Oktober 1850 lief sie in der Nähe der Insel Bornholm auf Felsen und Glasenapp musste mit seiner Mannschaft auf der Dampffregatte „Kamtschatka“ nach Kronstadt zurückkehren und wurde am 22. November 1851 aus dem Dienst entlassen.
Am 30. Oktober 1853 gründete er zusammen mit Maximilian Gustav Behagel von Adlerskron die Reederei Samolet, die damals zu einer der drei größten russischen Reedereien an der Wolga wurde.
Am 27. April 1866 trat von Glasenapp wieder in den Dienst ein und wurde dem Ministerium für Staatseigentum des Russischen Reiches zugeordnet. 1872 trat er dem Finanzministerium des Russischen Reiches bei und bekleidete die Position des ersten Mitglieds des Landzolls von St. Petersburg. 1882 wurde er als Geheimrat aus dem Dienst entlassen. Er veröffentlichte viele Artikel in der Zeitschrift "Marine Collection".
In zweiter Ehe war er mit Annette von Glasenapp, der Tochter von Wilhelm Otto von Glasenapp, verheiratet, die Hofdame der Zarin war. Insgesamt war er dreimal verheiratet und starb 1895 ohne Nachkommen.

## Auszeichnungen
- Seit 1842 Ehrenritter des Johanniterordens in der Balley Brandenburg
- Orden des Heiligen Wladimir IV. Klasse
- Orden der Heiligen Anna III. Klasse
- Sankt Stanislaus Orden III. Klasse
- Ritter des Schwedischen Schwertordens des Danebrog-Kommandor-Kreuzes
- Preußischer Roter Adlerorden
- Weimarscher Falkenorden
- Norwegischer Sankt-Olav-Orden

## Namensgeber
Eine Insel in den Tartarischen Meeresengen, zwischen Sachalin und dem Festland wurde nach ihm "von Glasenapp-Insel" benannt (russisch: Остров Глазенапа, Ostrov Glazenapa, Koordinaten: 51°54'0.00"N 141°19'60.00"E).